# اس‌اس اسکودار
اس‌اس اسکودار (به انگلیسی: SS Üsküdar) یک کشتی بود که طول آن ۳۳ متر (۱۰۸ فوت) بود. این کشتی در سال ۱۹۲۷ ساخته شد.